# 2016년 민주당 전당대회
2016년 민주당 전당대회(Democratic National Convention)는 2016년 7월 25일부터 28일까지 펜실베니아주 필라델피아의 웰스 파고 센터에서 열린 대통령 지명 전당대회이다. 이 전당대회에는 민주당 대의원들이 모였으며, 이들 중 대다수는 이전 예비선거를 통해 당선됐다. 그리고 2016년 미국 대통령 선거에서 대통령과 부통령 후보를 지명하기 위한 전당대회를 진행한다. 힐러리 클린턴 전 미국 국무장관이 전당대회 출석 대의원 54%의 찬성으로 당의 대선후보로 선출됐고, 대의원들로부터 46%의 득표를 얻은 버니 샌더스 상원의원을 누르고 첫 번째 대선후보가 됐다. 여성 후보가 미국의 주요 정당에 의해 공식적으로 대통령 후보로 지명된다. 그녀의 러닝메이트인 버지니아주 상원의원 팀 케인(Tim Kaine)이 대의원들에 의해 환호를 통해 당의 부통령 후보로 확정되었다.
전당대회의 대표자들은 또한 2016년 선거에 참여하기 위해 음성 투표를 통해 민주당 역사상 "가장 진보적인" 강령으로 칭찬받는 정당 강령을 채택했다. 진보적인 변화는 종종 샌더스와 그가 임명한 플랫폼 위원회 위원들의 영향력 덕분으로 여겨졌다. 이 플랫폼은 월스트리트 개혁, 금융 규제 강화, 최저 임금을 시간당 15달러로 인상하는 등 경제 문제에 중점을 두었다. 형사 사법 개혁, 민간 교도소 폐지, 사회 보장 확대, 사형 폐지 등 사회 문제에 대한 자유주의적 입장도 플랫폼에 등장한다.
엘리자베스 워렌(Elizabeth Warren) 상원의원이 전당대회 기조연설을 맡았고, 첫날에는 영부인 미셸 오바마(Michelle Obama)와 버니 샌더스(Bernie Sanders)가 헤드라이너로 연설했다. 전당대회 둘째 날에는 빌 클린턴 전 대통령이 헤드라인을 맡았고, 셋째 날에는 조 바이든 부통령과 버락 오바마 대통령이 헤드라인을 장식했다. 팀 케인은 전당대회 셋째 날 부통령 후보 수락 연설을 했고, 첼시 클린턴은 마지막 날 대선 후보 수락 연설에 힐러리 클린턴을 소개했다. 클린턴의 연설은 일반적으로 호평을 받았으며 계속해서 전국 여론 조사에서 전당 대회에서 7%의 반등을 기록했다. 당대회 기간에는 데미 로바토, 앨리샤 키스, 레니 크래비츠, 케이티 페리 등 다양한 공연자들도 등장했다. DNC 주최 위원회의 대표인 아나 애덤스 사터우(Anna Adams-Sarthou)에 따르면 이번 대회의 전체 참석자는 약 50,000명으로 추산되었다.
이번 전당대회는 버니 샌더스 대선 캠프 지지자들과 민주당 사이에 다양한 갈등이 빚어져 논란이 없지 않았다. 전당대회 일주일 전, 민주당 집권기관인 민주당전국위원회(DNC)의 다양한 이메일이 유출 및 공개되어 위원회와 데비 와서먼 슐츠 위원장이 샌더스 캠페인에 대한 편견을 드러냈다. 슐츠는 이후 위원회 위원장직을 사임하여 민주당 전당대회 의장직을 맡았고 마샤 퍼지(Marcia Fudge) 하원의원이 대회 의장직을 맡았다. 샌더스를 지지하는 일부 대의원들은 클린턴과 케인이 각각 당의 대통령 후보와 부통령 후보로 지명되는 것에 반대하는 시위를 대회장 밖과 현장에서 벌였다.
클린턴과 케인은 계속해서 총선에서 대중 투표에서 승리했지만 결국 선거인단에서 도널드 트럼프와 그의 러닝메이트 마이크 펜스의 공화당 후보에게 선거에서 패했다.

## 같이 보기
- 2016년 미국 대통령 선거 민주당 후보 경선